# 魏子建
魏 子建（ぎ しけん、471年 - 533年）は、北魏の官僚・政治家。字は敬忠。本貫は鉅鹿郡下曲陽県。

## 経歴
魏悦の子として生まれた。奉朝請を初任とし、太尉従事中郎に累進した。かつて506年（正始3年）に武興の楊紹先が平定されると、武興に北魏の鎮が立てられて、まもなく東益州と改称された。しかし北魏の武興鎮将や東益州刺史たちは氐族の支持を得られず、その反抗が続いて、情勢は安定しなかった。そこで子建が東益州刺史に任じられると、氐族の支持を得て、武興の治安は落ち着きを見せるようになった。
524年（正光5年）6月、秦州の莫折大提が反乱を起こすと、南秦州の韓祖香・張長命らが呼応して叛いた。莫折大提はまもなく死去し、子の莫折念生が代わって立った。子建は反乱に加担した諸城の人々の罪を免除するよう上書し、孝明帝の許可を得て、反乱軍の分断を図った。7月、莫折念生がその都督の楊伯年・樊元・張朗らに仇鳩・河池の2戍を攻撃させると、子建は将軍の尹祥・黎叔和を派遣して撃破し、樊元を斬首した。8月、莫折念生がその都督の竇双に盤頭郡を攻撃させると、子建は将軍の竇念祖を派遣して、竇双を斬った。子建は東益州刺史のまま尚書を兼ね、行台となり、梁州・巴州・益州・東益州・秦州・南秦州の統制を委ねられた。525年（孝昌元年）、莫折念生がその都督の楊鮓・梁下弁・姜斉らに仇池郡を攻撃させると、子建は将軍の盛遷を派遣してこれを撃破し、梁下弁・姜斉らを斬首した。
子建はたびたび洛陽への帰還を求めたため、後に唐永が代わって東益州刺史として派遣された。子建の離任は州内の氐族たちに惜しまれた。まもなく氐族は反乱を起こし、唐永を攻撃した。唐永は州城を捨てて逃走し、楊紹先が武興に復帰したため、北魏の東益州統治は終焉を迎えた。
子建は洛陽帰還後まもなく、散騎常侍・衛尉卿に任じられた。529年（永安2年）、元顥が南朝梁の兵を借りて洛陽に入り、孝荘帝が河内に避難すると、子建は元顥に仕えるのを潔しとせず、洛南に家を構え、病気を理由に隠退を願い出た。右光禄大夫の位を受けて、隠退を認められた。後に左光禄大夫に進み、散騎常侍・驃騎大将軍の位を加えられた。533年（永熙2年）春、洛陽孝義里の家で死去した。享年は63。儀同三司・定州刺史の位を追贈された。諡は文静といった。

## 子女
- 魏収
- 魏祚

## 伝記資料
- 『魏書』巻104 列伝第92
- 『北史』巻56 列伝第44